# Reto Caffi
Reto Caffi (* 1971 in Zürich) ist ein Schweizer Filmregisseur. Bekannt wurde er durch den Studenten-Oscar 2008 für seinen Abschluss-Spielfilm an der Kunsthochschule für Medien Köln.

## Leben und Wirken
Reto Caffi ist in Bern aufgewachsen und studierte zwischen 1992 und 1998 englischsprachige Literatur und Journalismus an der Universität Fribourg. Nach dem Abschluss verdiente er seinen Lebensunterhalt als Filmkritiker und Kulturjournalist unter anderem für das Schweizer Radio International und das Schweizer Fernsehen.
An der Kunsthochschule für Medien Köln absolvierte Reto Caffi von 2004 bis 2007 ein Postgraduiertenstudium mit Schwerpunkt Regie und Drehbuch. Seine Kurzfilme Quickie (Co-Regie mit Niculin Jäger), Leo's Freunde (Co-Regie mit Tom Traber), Bus-Stop 99 und Männer am Meer wurden mit insgesamt mehr als 30 Preisen ausgezeichnet.
2008 erhielt er mit seinem halbstündigen Spielfilm Auf der Strecke den Studenten-Oscar für den besten ausländischen Film (Honorary Foreign Film Award) und 2009 eine Oscarnominierung der Academy of Motion Picture Arts and Sciences in Los Angeles. Zuvor wurde der Film bereits in Europa vielfach ausgezeichnet, unter anderem mit dem Grand Prix beim Kurzfilmfestival Clermont-Ferrand und dem Schweizer Filmpreis Quartz für den besten Kurzfilm 2008.
Seit 2010 ist Reto Caffi auch im Werbefilmbereich tätig, was ihm weitere Auszeichnungen einbrachte (Nomination Young Directors Award beim Cannes Werbefilmfestival, Red-Dot-Award, World Media Award, Xaver Award sowie mehrere Nominationen beim Schweizer Werbefilmpreis EDI).

## Filmografie (Auswahl)
- 1995: Quickie, Kurzspielfilm
- 1996: Leos  Freunde, Kurzspielfilm
- 2000: Bus-Stop  99, Kurzspielfilm
- 2003: Moehsnang, Künstlerporträt (Dokumentarfilm)
- 2004: Oeschenen,  Fernsehfilm (Drehbuch)
- 2005: Männer  am Meer, Kurzspielfilm
- 2007: Auf der Strecke, Kurzspielfilm

## Auszeichnungen (Auswahl)
- für Auf  der Strecke
  - Oscarnominierung, bester Kurzfilm, Los Angeles (USA), 2009
  - Studenten-Oscar in gold für den besten internationalen Kurzfilm bei den Student Academy Awards, Los Angeles (USA), 2008
  - Großer Preis der internationalen Jury beim Kurzfilmfestival in Clermont-Ferrand (Frankreich), 2008
  - "Lutin" für den besten europäischen Kurzfilm (aller nationalen Kurzfilmpreisgewinner), Paris, 2008
  - „Schweizer Filmpreis“ in der Kategorie „Best Short Film“
  - Großer Preis am Sapporo Kurzfilmfestival, Japan
  - Großer Preis, Tofifest, Polen
  - Grosser Preis, Ourense Filmfestival, Spanien
  - "Grand Remi Award", Worldfest Houston, USA
  - "best narrative short", Brooklyn International Film Festival, USA
  - „Best Student-Award“ beim Filmfestival in Aspen (US-Staat Colorado)
  - „Best narrative short“ Brooklyn Int’l Filmfestival, New York
  - Preis der Studentenjury, Krakau Filmfestival, Polen
  - "beste Regie", "beste Produktion", "bestes Drehbuch", Internationales Festival der Filmhochschulen München
  - "Babelsberger Media Award" für den besten fiktionalen Absolventenfilm
  - "bester Deutscher Film", Interfilm Festival, Berlin
  - Deutscher Filmpreis, bester Kurzfilm (Nomination)
  - "First Steps Award", bester Kurzfilm (Nomination), Deutschland
  - "Innovationspreis" Internationales KurzFilmFestival Hamburg, Deutschland
  - Publikumspreis am Hamburger Kurzfilmfestival, Cork International Filmfestival, Kinofest Lünen, Cinessonne u. v. a.
  - Berner Filmpreis und Zürcher Filmpreis für den besten Kurzfilm 2008
  - "Prix Walo", beste Schweizer Filmproduktion 2008
  - "Luna de Valencia de plata", Cinema Jove Valencia, Spanien
  - "Best Fiction Film", Tirana International Film Festival, 2008
  - Jurypreis "Best narrative short film" und Publikumspreis, Kratkofil International Short Film Festival
  - Best Fiction Film, Algarve International Film Festival, Portugal
  - Prix du Conseil Général, Cergy-Pontoise Festival international du court métrage, Frankreich
  - Best Fiction Film, Tabor Filmfestival, 2008
  - Prize of the Ministry of Culture and Religious Affairs, Alter-native International Short Film Festival, Madisz
  - bester Kurzfilm, Landshuter Kurzfilmfestival, Deutschland
  - Grosser Preis, Festival des premiers films Européens "Les enfants terribles", Frankreich
  - "Mer de bronze", Best of international Short Films Festival, Frankreich
  - Publikumspreis und Preis für die beste Kamera, Poitiers Film Festival, Frankreich
  - Grand Prix, Sleepwalkers Student Film Festival
  - "bester Hauptdarsteller", Guanajuato International Film Festival. Mexico
  - "bester Hauptdarsteller", Mostra Int. del cortometraggio Montecatini, Italien
  - Grosser Preis, Angelus Student Film Festival, Los Angeles, USA
  - "beste Regie" (Nomination), Studio Hamburg Nachwuchspreis, Deutschland
- 2005 „Prädikat wertvoll“ für „Männer am Meer“
- 2000/2001 für "Bus-Stop 99"
  - „Video-Prize“ des Avanca Film Festivals in Portugal für Bus-Stop  99[4]
  - „Preis der Presse“, „beste Musik“, „bester Schnitt“ am Filmfestival von Elche, Spanien.
  - Qualitätsprämie des Bundesamtes für Kultur (BAK)
  - Publikumspreis Internetfestival „Shorts-Welcome“
- 1996/97 für „Leo's Freunde“
  - gold plaque „best student short subject“ Filmfestival Chicago
  - „best European shortfilm“ Barcelona Filmfestival